# طائرة هاربي
 طائرة هاربي (بالإنجليزية: IAI Harpy) طائرة بدون طيار أوتوماتيكية، «انتحارية» لمهام اخماد الدفاع الجوي، تنتجها الصناعات الجوية الإسرائيلية. وتُطْلَق الهاربي من خارج ميدان القتال، من موقع هوائي لاسلكي خاص بمنظومة الرادار وتنفجر عليها. وتخدم الهاربي في القوات الجوية الإسرائيلية (تسمى هناك «شياون») وفيما تخدم أيضا في دول: تركيا والهند وكوريا الجنوبية والصين وأذربيجان.
والهاربي ذات جناحي دلتا تتصل بجسم اسطواني على قمته رأس انجذابي ورأس قتالي. ويتحرك بمحرك دوراني وحيد طرازAR731، من إنتاج UELيولد طاقة تقدر بحوالي 28 كيلو-وات (37 حصان) مع مروحة دفع.
خلال معرض 2004 للطيران حظت الطائرة هاربي الإسرائيلية على انتباه كبير في الولايات المتحدة بغرض حظر أمداد الصين بأسلحة متطورة عالية الكفاءة. وكانت تلك الطائرات قد بيعت للصين في عام 1994 بمبلغ 55 مليون دولار، وعادت إلى إسرائيل عام 2004 بغرض تحسينها. وأرادت الولايات المتحدة بأن تحتفظ إسرائيل بالطائرات وتقوم بإلغاء العقد. وبقا لوجهة نظر الولايات المتحدة أن طائرات هاربي بها معدات أمريكية الصنع ن بينما تقول أسرائيل بأن تقنيتها إسرائيلية بالكامل.
وفي عام 2005 أعادت إسرائيل الطائرات إلى الصين من دون إجراء التحسينات. هذا الحدث اثار غضب الولايات المتحدة من أسرائيل، وعلقت عضوية أسرائيل في برنامج F-35 Joint Strike Fighter المشترك. ثم افصحت أسرائيل بعد ذلك بتاريخ 6 نوفمبر 2005 بأنها قد أعادت عضويتها في البرنامج ثانيا.

## أسلوب العمل
تُطْلَق الهاربي بواسطة صاروخ يطلق من منصة اطلاق مثبت على متن شاحنة يمكنها حمل 18 منصة اطلاق. وتتضمن بطارية الهاربي بشكلاً عام 3 شاحنات قادرة على اطلاق 54 طائرة كنموذج لهجوم محاكي ومتوافق. ويمكن أطلاق الهاربي أيضا من على متن سفينة.
مسار طيران الهاربي يخطط في المحطة الأرضية ويخزن بداخلها. وبعد الإطلاق يحلق الهاربي بشكل ذاتي إلى منطقة الإستطلاع المحدده له ويبدأ في التعامل هناك عندما يقوم الرأس الانجذابي طوال الوقت بالبحث عن ترددات الرادار. وعندما تكتشف هوائي الترددات الخاص بمنظومة الصواريخ تهبط الهاربي اتجاهه وتفجر الرأس الناسف الخاص بها أعلاه لكي تحدث له ضرراً بالغاً. وإذا تم إغلاق الرادار قبل تعرضه للضرب، تلغي الهاربي الهجوم وتعود للاستطلاع. أما إذا لم يُكْتَشَف أي رادار أثناء المهمة، تقوم الهاربي بتدمير نفسها.

## الأزمة بين إسرائيل والولايات المتحدة
في 2004، كانت الهاربي في بؤرة جهود الولايات المتحدة للحد من بيع وسائل قتالية متطورة للصين. والهاربي التي بِيعَت للصين في 1994 بحوالي 55 مليون دولار، أعيدت إلى إسرائيل في 2004 لتعديلها في إطار شروط العقد. وحينها طلبت الولايات المتحدة من إسرائيل مصادرة الطائرة والغاء العقد. وزعمت الولايات المتحدة أن الهاربي تتضمن تكنولوجيا أمريكية، إلا أن إسرائيل انكرت هذا الزعم. وفي 2005 أعيدت الطائرة بدون طيار إلى الصين بدون تطويرها. وهذه الحادثة أدت إلى حدوث ازمة حادة في العلاقات الإسرائيلية-الأمريكية، وتسببت في إقصاء إسرائيل عن المشاركة في برنامج تطوير الطائرة الحربية المتطورة JSF. وطالبت الولايات المتحدة بإقالة كل من «عاموس يرون» مدير عام وزارة الدفاع، و«كوتي مور» رئيس بعثة المشتريات التابعة للجهاز الأمني الإسرائيلي في نيويورك، و«يوسي بن حنان» رئيس شعبة المساعدات والتصدير الامني بوزارة الدفاع، و«يحيال حورف» المسئول عن الدفاع في الجهاز الأمني. وفي 6 نوفمبر2005، وبعد أن استقال عاموس يرون مدير عام وزارة الدفاع من منصبه بضغط من الولايات المتحدة، تم إعادة إسرائيل إلى مشروع الـJSF.

## خصائصها
- الطاقم = من دون طيار
- طولها= 2.7 m
- عرض الجناجين =2.1 m
- الحمولة= 135 kg
- المحرك = UEL AR731
- عدد المراوح = 1
- قدرة المحرك= 28 kW
- السرعة القصوى = 185 km/h
- المدى= 500 km
- وزن المتفجرات: 32 كيلوجرام

الطائرة تستخدم مرة واحدة حيث تنقض بكامل حمولتها على المنشأة المراد تدميرها.

## بلاد تستخدمها
- تشيلي
- الهند
- إسرائيل
- كوريا الجنوبية
- تركيا
- الصين [الصين الشعبية]
- أذربيجان

## اقرأ أيضًا
- طائرة دون طيار
- أيتان (طائرة)
- هاروب (طائرة)
- كفير (طائرة)
- إسرائيل لصناعات الطيران والفضاء
- بيرد آي (طائرة)